# Gameleira de Goiás
Gameleira de Goiás is een gemeente in de Braziliaanse deelstaat Goiás. De gemeente telt 3.582 inwoners (schatting 2009).